# Рагнвальд Глупый
Рагнвальд Глупый (швед. Ragnvald Knaphövde) — король Швеции, правивший приблизительно в 1125—1130 гг. Родители неизвестны, по одним данным он был сыном Улофа Нэсконунга (швед. Olof Näskonung), по другим являлся сыном Инге I Старшего.

## Биография
Рагнвальд Глупый родился в 1100 г. После смерти Инге II Младшего в 1125 г. Швеции началась междоусобная война, в том году, согласно Королевской хронике Вестгётланда (швед. Västgötalagens kungalängd), Рагнвальд становится королём. По традиции новый король должен был совершить «Эриксгату» (швед. Eriksgata) — объезд подвластных ему земель. В результате его признали в Эстергётланде, однако при посещении Вестергётланда в 1130 г. Рагнвальд совершил глупость, не взяв символически в заложники представителей знати местных гётов. В результате король был убит, а гёты избрали своим королём датского принца Магнуса Сильного (швед. Magnus den starke). О данном событии упоминает Саксон Грамматик, не называя имени шведского короля. Власть свеев над гётами была восстановлена лишь через несколько десятилетий Сверкером Старшим (швед. Sverker den äldre).